# Jürgen Jürs

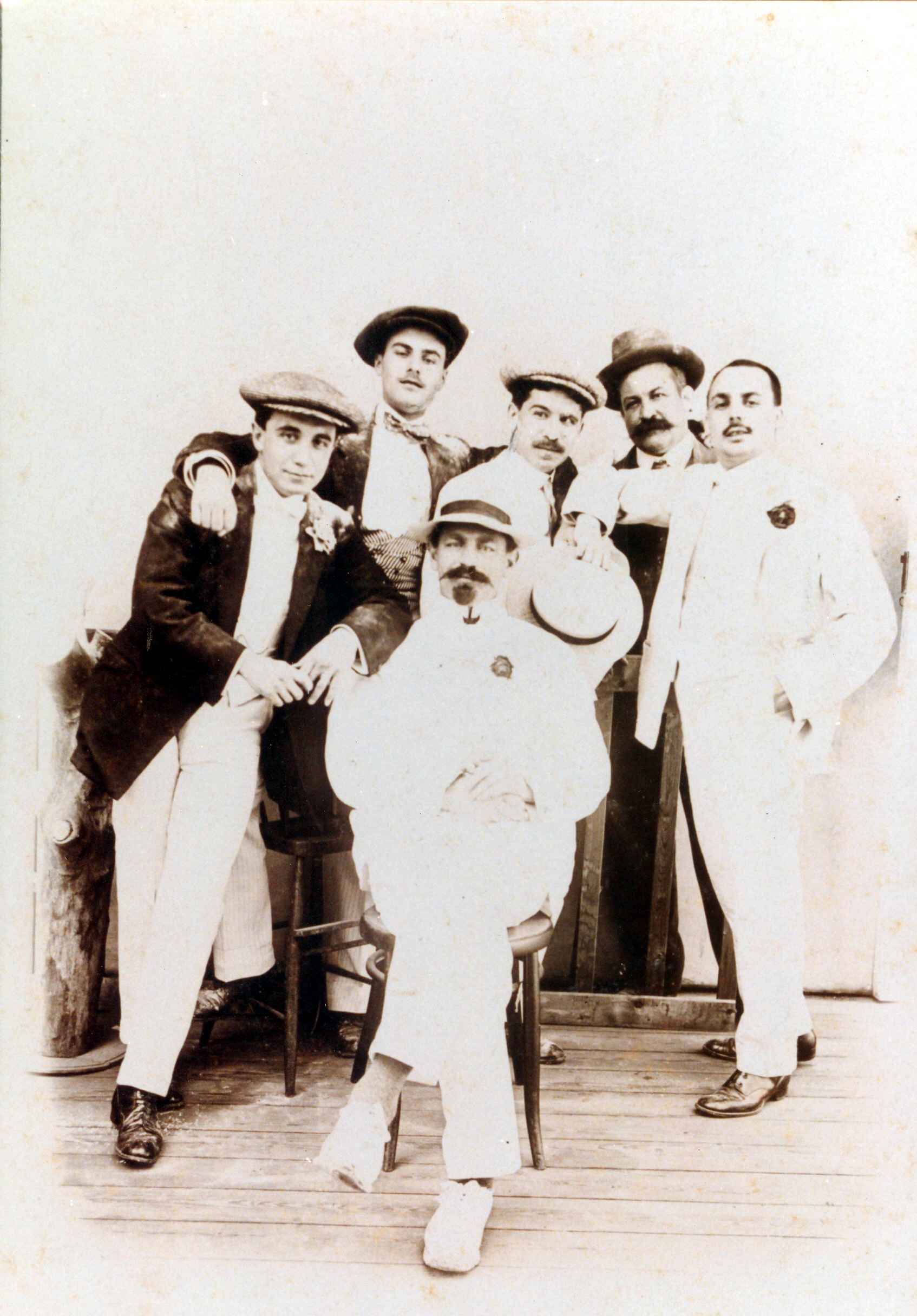
Jürgen Jürs (sitzend in der Mitte)

Max Jürgen Heinrich Jürs (* 30. August 1881 in Elmshorn; † 21. Dezember 1945 ebenda) war ein deutscher Windjammer-Kapitän und Kap Hoornier. Er war mit den größten Segelschiffen seiner Zeit auf allen Weltmeeren unterwegs. Insgesamt 66-mal umsegelte er das Kap Hoorn, davon 50-mal als Kapitän. Mehrere seiner Reisen erlangten öffentliche Aufmerksamkeit, darunter die letzte Fahrt des Fünfmasters Preußen 1910, die längste Tour der Pamir (von 1914 – mit mehrjährigem kriegsbedingtem Zwischenaufenthalt – bis 1920), die Jungfernreise der Priwall, des Vorletzten der berühmten Flying P-Liner, im Jahr 1920 und insbesondere – da filmisch dokumentiert – die legendäre Kap-Hoorn-Umrundung mit der Peking 1929/30.

## Herkunft
Jürgen Jürs entstammte einer alteingesessenen Elmshorner Segler- und Schipperfamilie von der Krückau. Er wurde im Jahr des Kirchturmbaus von St. Nikolai im Elmshorner Stadtteil Klostersande als Sohn des Schiffsführers und Ewer-Eigners Claus Jürs (1846–1932) geboren. In seinem Geburtshaus wohnte später der Elmshorner Maler Wilhelm Petersen.

## Leben
Nach dem Besuch der Hafenschule heuerte Jürgen Jürs 1897 im Alter von 16 Jahren bei der Hamburger Reederei F. Laeisz an, wo er (bis auf eine kurze Zeit zwischen 1900 und 1903) während seines gesamten Berufslebens angestellt war.
Auf der Dreimastbark Pirat sammelte Jürs als Schiffsjunge und Leichtmatrose seine ersten seemännischen Erfahrungen. Es folgten Einsätze als Vollmatrose auf der Dreimastbark Pamelia und der Fünfmastbark Potosi. Nach einer kurzen Zeit auf Dampfern folgte eine fünfzehnmonatige Weltreise auf der Viermastbark Niobe. Anschließend besuchte Jürs die Steuermannsschule in Altona. Nach Fahrten als Dritter bzw. Zweiter Offizier auf den Schiffen Pisagua, Preußen und Peiho erwarb Jürs 1907 das Kapitänspatent und fuhr dann als Erster Steuermann auf dem Vollschiff Pirna und der Viermastbark Paganini.
1910 war Jürs Erster Offizier auf der Preußen, dem damals größten Segelschiff der Welt, als sie unverschuldet havarierte und an der englischen Südküste strandete. Im Zusammenhang mit dem Unglück führte er stellvertretend das Kommando, während Kapitän Nissen an Land Verhandlungen führte.
Im folgenden Jahr erhielt Jürs im Alter von erst 29 Jahren sein erstes Kommando auf dem Dreimastvollschiff Pampa, gefolgt von dem auf der Pirna, ehe er 1914 Kapitän der Pamir wurde. Auf der Fahrt von Chile nach Europa wurde er vom Kriegsausbruch überrascht. Wegen der britischen Blockade suchte er den neutralen Hafen Santa Cruz auf La Palma auf und ließ dort Schiff, Ladung und Besatzung internieren. Erst 1920 durfte er die Heimreise antreten.
Anschließend erhielt er den Auftrag, mit dem neu in Dienst gestellten Viermaster Priwall 200 Seeleute als Passagiere nach Chile zu bringen. Sie sollten in Valparaiso auf internierten und rückzuführenden Laeisz-Großseglern die Mannschaften stellen, um diese Schiffe dann nach Europa zu segeln. Bei dieser Reise kam es zu meutereiähnlichen Zuständen unter den mitgeführten Seeleuten, weil sie mit den behelfsmäßigen Unterkünften und dem Essen nicht zufrieden waren.
In den Jahren nach dem Krieg ging die Reederei Laeisz aus wirtschaftlichen Gründen dazu über, die Frachtfahrten mit den Windjammern in großem Stil zu Ausbildungsfahrten zu machen; der Hintergrund war, dass jeder, der Steuermann, Offizier oder Kapitän auf einem Schiff werden wollte, eine zweijährige Ausbildung auf einem Segler nachweisen musste. In der Folgezeit bildete Jürs zahlreiche unerfahrene Kadetten aus.
Nach Kommandos auf den Schiffen Pinass und wiederum Priwall übernahm Jürs 1928 die Peking, mit der er insgesamt vier Fahrten nach Chile absolvierte. Bei seiner Umrundung Kap Hoorns im Jahr 1929/30 war auch der spätere Segler und Schriftsteller Irving Johnson an Bord, der dabei einen berühmt gewordenen Dokumentarfilm (s. u.) drehte und später mit Kommentaren versah. Das Filmmaterial ist insofern einzigartig, als es u. a. zwei „Jahrhundertstürme“ dokumentiert, in denen ein Segler nach übereinstimmender Beurteilung vieler Kap Hoorniers, nachdem sie den Film betrachtet hatten, eigentlich dem Untergang geweiht war. Dass es dennoch nicht dazu kam, führte Johnson neben der Leistungsfähigkeit und Tapferkeit der Besatzung vor allem auf Kapitän Jürs zurück, dessen überragendes Können er gleich mehrfach mit dem Begriff „super-seaman“ („Superseemann“) umschrieb, der einfach „keine Fehler“ machte. Seine Erlebnisse während der Reise schrieb Johnson auch in Buchform nieder; als er schon selbst aus Altersgründen nicht mehr aktiv segelte, fügte er noch ein Nachwort an, worin er seiner Überzeugung Ausdruck verlieh, dass er dem, was er von Jürs gelernt habe, mehrfach sein eigenes Überleben in den Jahren als Kapitän verdankte.
Jürs stellte mit seinen Schiffen auch einige bemerkenswerte Rekorde auf. So schaffte er 1933 auf der Padua mit 351 Seemeilen in 24 Stunden das größte jemals erreichte Etmal eines Viermasters; lediglich die beiden Fünfmaster Preußen und Potosi erreichten noch größere Etmale (den Weltrekord hält die Potosi mit 378 Seemeilen).
Jürs erlitt als Kapitän nie Schiffbruch, hatte allerdings auf seinen Reisen – wie es damals als schicksalhaft hingenommen wurde – den Tod von insgesamt acht Besatzungsmitgliedern zu beklagen, meist infolge von Unfällen. Ein Vorwurf gegen ihn als Schiffsführer wurde indes nie daraus abgeleitet. Johnson berichtete von zwei Fällen, bei denen Jürs einen über Bord gegangenen Seemann gerettet haben soll, indem er, sich mit einer Hand an der Schot des Besansegels festhaltend, in die kochende See sprang und den Verunglückten mit der anderen Hand am Schopf packte und aus dem Wasser zog.

## Persönliches
Im Mai 1920 heiratete Jürgen Jürs die Bauerntochter Emma-Maria Dethmann (1892–1970) aus Süderhastedt. Die beiden hatten sich 1913 kennengelernt und 1916, während er in La Palma interniert war, schriftlich verlobt. Das Paar bekam drei Kinder: Annelucie (1922–2018), Hans-Heinrich (1924–1944; als Seemann gefallen) und Klaus-Jürgen (1928–2015).
Jürs wurde von seinen Zeitgenossen und Kameraden einerseits als temperamentvoll bis zum Jähzorn, andererseits aber auch von unbedingt mitreißender Eigenart, väterlich liebenswert und zuverlässig beschrieben. Im Vergleich zu anderen Kapitänen galt Jürs als sehr auf die Sicherheit des Schiffes und seiner Besatzung bedacht. Eine spanische Zeitung bezeichnete ihn 1932 sinngemäß als Idealtypus eines Seemanns. Sein Schüler Irving Johnson charakterisierte ihn so: „Er erschien als das Urbild eines verknitterten, bellenden, mit allen Wassern gewaschenen Seebären – fast 1,90 m ragend mit 240 Pfund Lebendgewicht, versehen mit den riesigsten Pranken, die ich jemals gesehen habe.“
Neben Platt- und Hochdeutsch beherrschte Jürs auch die spanische Sprache.
Allgemein wurde Jürs von seinen Zeitgenossen als einer der Besten seines Faches beurteilt, nicht zuletzt von seinen Berufskollegen. So äußerte sich der spätere Kapitän Gerhard Hynitzsch, der von 1930 bis 1932 unter Jürs' Kommando auf der Peking und der Passat fuhr, hochachtungsvoll über ihn: „Nichts Pathetisches lag in seiner Natur, nichts Auffälliges in seinem Wesen. Er war groß und stark, hatte Mut, war aufrecht, sorgfältig und sparsam. Er kannte die Gefahren und Risiken, konnte die Würgegriffe der See abschätzen. Wie ein Klotz stand er dann auf dem Hochdeck, den Blick sowohl nach oben in die Takelage als auch auf die anrollende See gerichtet. [...] Aber er konnte auch knüppeln beim Wind oder vor dem Wind, die Gefahren kannte er, die Hoorn war ja sein Lehrmeister. Er wusste um die Sinnlosigkeit, die Kräfte der See noch durch Widerstand zu erhöhen, danach handelte er. In den Häfen von Chile war er so bekannt, dass Polizisten vor ihm salutierten.“
1938 musste Jürs aufgrund einer schweren Herzerkrankung mit 57 Jahren in den Ruhestand treten. Er war der letzte Kapitän der Windjammergeschichte, der ausschließlich reine Segelschiffe ohne Hilfsantrieb führte.

## Maritime Kommandos
- 1897–1899 Schiffsjunge und danach Leichtmatrose auf der Dreimast-Bark Pirat
- 1899  Matrose auf der Dreimast-Bark Pamelia
- 1900 Matrose auf der Fünfmast-Bark Potosi
- 1900–1901 Matrose auf den Dampfern Athos und Lesbos
- 1901–1903 Matrose auf der Viermast-Bark Niobe, Bremen
- 1904–1905 Dritter Offizier auf der Viermast-Bark Pisagua, unter Kapt. H.A. Dehnhardt
- 1905 Dritter Offizier auf dem Fünfmast-Vollschiff Preußen, unter Kapt. Boye R.Petersen (1869–1943)
- 1906–1907 Zweiter Offizier auf dem Vollschiff Peiho,[8] unter Kapt. Johann W.T. Frömcke
- 1907–1909 Erster Offizier auf dem Vollschiff Pirna, unter Kapt. H. Brauch
- 1909–1910 Erster Offizier auf der Viermast-Bark Pangani, unter Kapt. Wilhelm F. Max Junge (1868–1913)
- 1910 Erster Offizier auf dem Fünfmast-Vollschiff Preussen,  unter Kapt. Hinrich Nissen (1862–1943)

davon als Kapitän:
- 1911–1913 Kapt. auf dem Vollschiff Pampa
- 1913 Kapt. auf dem Vollschiff Pirna
- 1914 Kapt. auf der Viermast-Bark Pamir
- 1914–1919 Internierung mit der Pamir auf den Kanarischen Inseln
- 1920–1921 Kapt. auf der Viermast-Bark Priwall
- 1922–1925 Kapt. auf dem Vollschiff Pinnas
- 1925–1928 Kapt. auf der Viermast-Bark Priwall
- 1928–1931 Kapt. auf der Viermast-Bark Peking
- 1931 Kapt. auf der Viermast-Bark Passat
- 1933–1935 Kapt. auf der Viermast-Bark Padua
- 1935–1936 Kapt. auf der Viermast-Bark Priwall
- 1938 Kapt. auf der Viermast-Bark Padua

Die Übergabefahrt der Padua als Kriegsentschädigung an die Sowjetunion begann 1945 an Jürs' Todestag. Es wird berichtet, dass die russische Besatzung des in Krusenstern umbenannten Schiffes ihm ein würdigendes Angedenken bewahrte und von „Papa Jürs“ sprach.

## Würdigungen

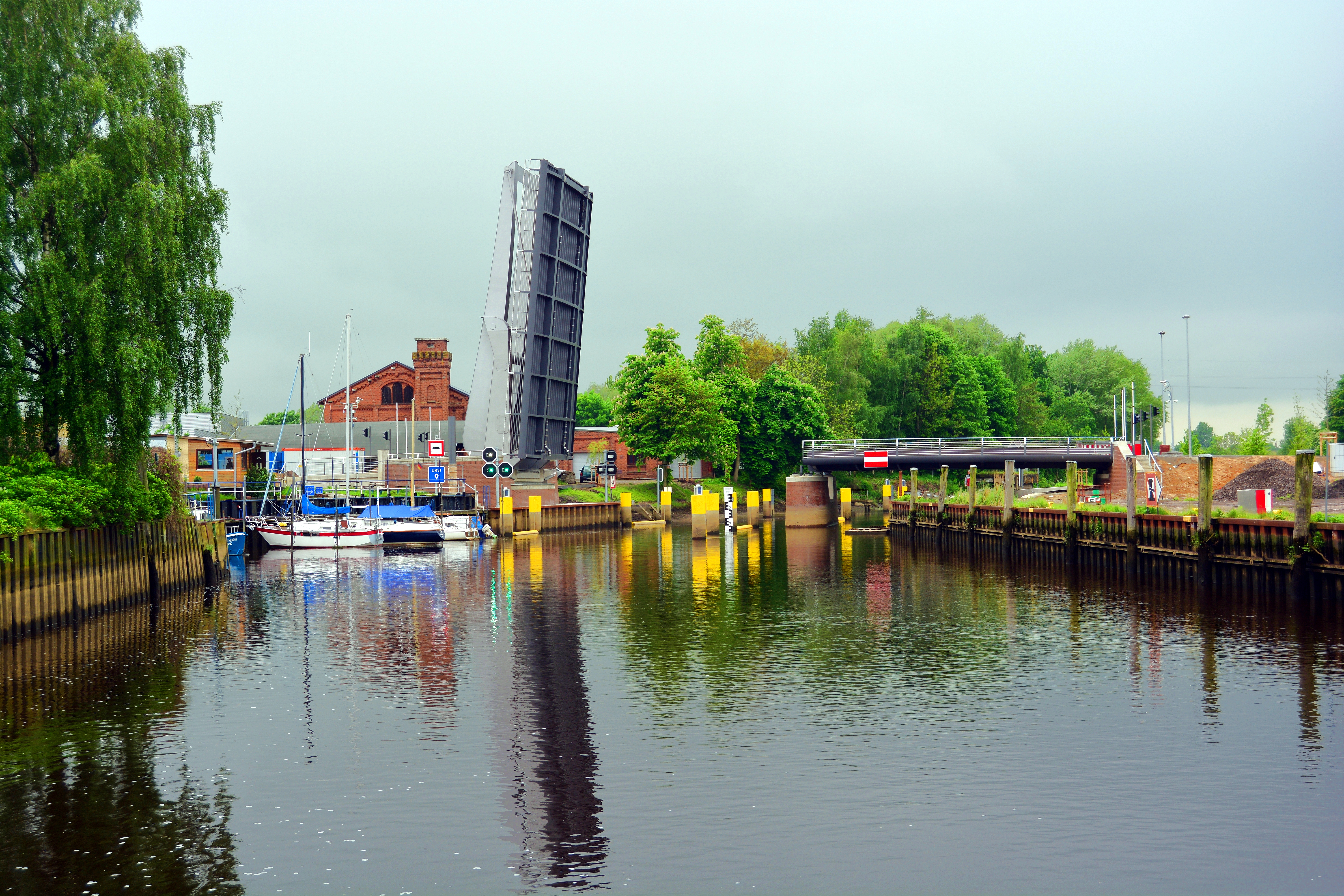
Käpten-Jürs-Brücke

- Im Film Große Freiheit Nr. 7 (1944) hängt in der „guten Stube“ des Seemanns Hannes Kröger (Hans Albers) ein Originalporträtbild des Elmshorner Ausnahmekapitäns und wird von ihm auch ausdrücklich als solches benannt („das is'n Bild von Käpt'n Jürs von de Padua“).
- Ein Lotsenversetzschiff in Brunsbüttel wurde 1967 von Jürs' Witwe auf seinen Namen getauft.
- Der britische Sänger Ralph McTell präsentierte 2004 ein Lied mit dem Titel „Around the wild Cape Horn“ für sein Album „Somewhere on the road“. Hierin wird die Reise der Peking 1929 nach Chile aus der Sicht von Irving Johnson nachgezeichnet und Kapitän Jürs' Können und Tapferkeit namentlich hervorgehoben („I never met a man like him“ – „ich habe niemals einen Mann seinesgleichen kennengelernt“).
- Im April 2013 erhielt die neue Klappbrücke der „Hafenspange“ in Elmshorn zusätzlich den Namen „Käpten-Jürs-Brücke“. Damit sollte einerseits das neue, die Innenstadt prägende Bauwerk hervorgehoben und andererseits der Windjammerkapitän Jürgen Jürs aus Elmshorn gewürdigt werden.[9]